# Фітонциди

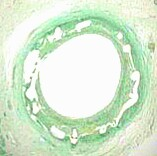
Fitoncidas Fitoncidios Phytoncide Phytoncides International Forest Medicine

Фітонци́ди (від грецької phytón — рослина і лат. caedo — вбиваю) — біологічно активні речовини, що утворюються рослинами, які вбивають чи пригнічують зростання і розвиток бактерій, мікроскопічних грибів, та інші форми мікроорганізмів. Термін запропоновано Б. П. Токіним в 1928 році. Цим терміном вчені назвали речовини, які виділяються живими клітинами багатьох рослин для захисту від шкідників і хвороб.
Характерними представниками фітонцидів є ефірні олії, що їх видобувають з рослинної сировини за допомогою промислових технологій.
Фітонцидами називають також секретовані рослинами фракції летких речовин, які практично неможливо зібрати в помітних кількостях. Ці фітонциди називають також «нативними антимікробними речовинами рослин». Хімічна природа фітонцидів не істотна для виконуваної функції, це може бути комплекс з'єднань — глікозидів, терпеноїдів, дублильних речовин і ін., т.з. вторинних метаболітів.

## Дія фітонцидів
Нативні фітонциди грають важливу роль в імунітеті рослин і у взаєминах організмів в біогеоценозах. Виділення ряду фітонцидів посилюється при пошкодженні рослин. Леткі фітонциди (ЛАР) спроможні діяти на віддалі, наприклад фітонциди листя дуба, евкаліпта, сосни і багатьох інших. Потужність і спектр антимікробної дії фітонцидів різноманітні. Фітонциди часнику, цибулі, хрону вбивають багато видів простих бактерій (інфузорій) і нижчих грибів в перші хвилини і навіть секунди; комах — за короткий час (година-хвилина). Фітонциди — один з чинників природного імунітету рослин (рослини стерилізуються своїми продуктами життєдіяльності).
Захисна роль фітонцидів виявляється не тільки в знищенні мікроорганізмів, але і в придушенні їх розмноження, в негативному хемотаксисі рухомих форм мікроорганізмів, в стимулюванні життєдіяльності мікроорганізмів, патогенних форм, що є антагоністами, для даної рослини, у відлякуванні комах тощо. Гектар соснового бору виділяє в атмосферу близько 5 кг/добу летких фітонцидів, ялівцевого лісу — близько 30 кг/добу, знижуючи кількість мікрофлори в повітрі. Тому в хвойних лісах (особливо в молодому сосновому бору), повітря практично стерильне (містить лише близько 200—300 бактерійальних кліток на 1 м3), що викликає зацікавлення гігієністів, озеленювачів тощо.

## Застосування
У медичній практиці застосовують препарати цибулі, часнику, хрону, звіробою дірчастого (Hypericum perforatum) (препарат іманін) і ін. рослин, що містять фітонциди, для лікування гнійних ран, трофічних виразок, трихомонадного кольпіту. Фітонциди ряду інших рослин стимулюють рухову і секреторну активність шлунково-кишкового тракту, серцеву діяльність.
Первинне слово фітонциди використовувалося тільки як характеристика суми (фракції) нативних речовин рослин, що пригнічують розвиток інших організмів. Але в подальшому сфера застосування терміна була розширена на всі види продуктів, що отримуються при переробці рослинної біомаси, володіють антимікробними властивостями, а також на фітоалексини (алексини) і коліни, регулюючі розвиток рослинних співтовариств, всі антибіотики мікробного походження і ін. природні речовини. Фітонциди стали розглядати не тільки як специфічні захисні речовини, а як учасника в теплорегуляції, як стимулятор або інгібітор проростання пилку рослин, і в інших процесах життєдіяльності рослин. Це викликало кризу у використанні терміна — з одного боку, його не прийняли прихильники теорії алексинів і колінів, з іншої — під це поняття підпадали і нативні ЛАР — леткі ароматичні речовини, і взагалі будь-які рослинні екстракти, антибіотики і ін. В результаті такого розширювального вживання змістовність терміна знизилася, і слово фітонциди в наш час[коли?] активно використовується тільки в російськомовній літературі.

## Цікаві факти
- Як показали досліди професора Б. П. Токіна, кашка з натертої цибулі, часнику або хрону, покладена в закриту посудину з м'ясом або фруктами, оберігає їх від псування[2].
- Цікаво відзначити силу дії часнику на мікроби: туберкульозна паличка в висохлій мокроті залишається життєздатною до восьми місяців; карболова кислота і сулема вбивають її через 1-2 години; сірчана кислота вбиває мікроб туберкульозу протягом 30 хвилин, а фітонциди часнику — за 5 хвилин[2].
- Достатньо протягом трьох хвилин пожувати цибулю або часник, щоб убити в роті всі бактерії[2].
- Черемха виділяє найсильніші фітонциди (губителі мікробів), що містять синильну кислоту: найпростіші тварини — амеби, інфузорії — вбиваються фітонцидами черемхи в 5 хвилин[2].

Професор Б. П. Токин поставив багато дослідів з черемхою: кашка з натертого листя черемхи виділяє речовини, які вбивають бактерії і спори цвілевих грибів; подрібнене листя черемхи, поміщене у скляну банку з кімнатними мухами, комарами і ґедзями ,— вбиває їх через декілька секунд; чотири розтерті бруньки черемхи вбивають найстійкіших кліщів через 15 хвилин; розчавлені бруньки черемхи, поміщені в посудину з щуром, вбивають його через 20 хвилин.
- Фітонциди, що виділяються 1 гектаром ялівцю, можуть дезінфікувати всі сміттєві ящики великого міста[2].
- Фітонциди листя дуба вбивають стійкий мікроб — дизентерійну паличку[2].

- Якщо взяти свіже, не пошкоджене заморозками листя горобини, висушити його і вкладати в ящики або корзини разом з бульбами картоплі, зібраної з зараженої фітофторою ділянки, пересипаючи їх стовченим листям (на 100 кілограмів картоплі потрібно 300 грамів сухого листя горобини) — навесні знизиться ураженість бульб фітофторою в результаті такої обробки.[1]